# Collenberg
Collenberg est une commune de Bavière (Allemagne), située dans l'arrondissement de Miltenberg, dans le district de Basse-Franconie.